# Pekkalanjärvi
Pekkalanjärvi eller Koivujärvi är en sjö i Finland. Den ligger i kommunen Taivalkoski i landskapet Norra Österbotten, i den centrala delen av landet, 600 km norr om huvudstaden Helsingfors. Pekkalanjärvi ligger 262 meter över havet. Arean är 35,9 hektar och strandlinjen är 3,04 kilometer lång. Sjön  ingår i Ijo älvs huvudavrinningsområde. 